# Antonio Buccellati
Antonio Buccellati (Milánó, 1831. május 22. – 1890. február 5.) olasz kriminalista. 

## Életútja
Irodalmi tevékenységének jelentékeny részét az olasz büntetőtörvénykönyvi javaslatok bírálata vette igénybe, majd a Lombroso auspiciumai alatt keletkezett antropológiai vagy pozitív iskola elleni harc, melynek irányát egyenesen büntetőjogi nihilizmusnak, híveit nihilistáknak nyilvánította. "Il nihilsmo e la ragione del diritto penale". Művei közül említendők: Istituzioni de deritto e procedura penale (1884), a stockholmi börtön-kongresszus számára írt véleménye, Sul sistema cellulare. Dolgozatainak nagy része Lucchini, Rivista penale című európai nevű folyóiratában jelent meg. Büntetőjogot tanított a padovai egyetemen.